# Max Berrú
Max Berrú Carrión (Cariamanga, 5 giugno 1943 – Santiago del Cile, 1º maggio 2018) è stato un percussionista e cantante ecuadoriano, tra i principali fondatori degli Inti-Illimani.

## Biografia
Nato a Cariamanga, provincia di Loja, in Ecuador, si stabilisce in Cile nel 1962 per studiare all'università. Si laurea in Ingegneria Meccanica nella Universidad Técnica del Estado di Santiago, dove conosce Jorge Coulón, che frequenta la medesima università.
Una volta laureato, Max lavora come ingegnere per due anni fino a che non scopre la sua vera passione: la musica. Max e Jorge cominciano così a suonare musica latina come duo, durante l'università nel 1967, quando fondano il primo nucleo degli Inti-Illimani. Il nome lo traggono dalla cultura e dal folclore sudamericani, che Max vuole omaggiare. Più tardi i due contattano altri musicisti per espandere le possibilità dell'ensemble e raggiungere una più ampia espressione musicale.
Berrù è il percussionista e la voce principale del gruppo e in qualche concerto continua a esserlo anche successivamente, rimanendo comunque una delle voci principali della formazione.
Il colpo di Stato in Cile del 1973 sopprime nel sangue il governo Allende democraticamente eletto, mettendo fine contemporaneamente anche alle esperienze musicali legate al movimento della Nueva Canción Chilena e all'etichetta principale legata al genere, la DICAP. Gli Inti-Illimani si trovano in tour in Italia, dove decidono di stabilirsi in esilio. Qui Max Berrú vive dal 1973 al 1988, facendo successivamente rientro in Cile.
Nel 1997 decide di ritirarsi dal gruppo, pur continuando saltuariamente a collaborare con l'ensemble, partecipando ai loro concerti. Dopo la divisione degli Inti-Illimani che dà vita agli Inti-Illimani Histórico, continua a collaborare con la formazione capeggiata da Coulon.
Stringe inoltre un sodalizio artistico con il gruppo italiano Acanto, con cui realizza, a partire dal 2009 e per ogni anno, una serie di concerti estivi in Italia. Insieme registrano anche un disco dal vivo, Concierto INTImo en vivo.
Il suo esordio solista, Íntimo, risale al 2004. Nel 2010 esce il secondo capitolo, entrambi caratterizzati da una selezione di canzoni centro-sudamericane a lui particolarmente care.
A Santiago apre il ristorante La Mitad del Mundo (in spagnolo La metà del mondo), in riferimento alle sue origini ecuadoriane.
Nel 2012 tiene il suo ultimo concerto a Sumirago, in provincia di Varese.
Si spegne a Santiago del Cile il 1º maggio 2018, al termine di una malattia diagnosticatagli l'anno precedente.
Nel 2019 Los Insobornables, il gruppo che abitualmente lo accompagnava negli ultimi anni di attività concertistica e del quale fanno parte due suoi figli, Cristóbal e Tocori, pubblica un album tributo, intitolato semplicemente Max Berrú Carrión all'interno del quale trovano posto le ultime registrazioni di Berrú più alcuni brani in omaggio al musicista ecuadoriano realizzati da artisti quali Pedro Yáñez, Elizabeth Morris, Roberto Márquez degli Illapu, Jorge e Marcelo Coulon degli Inti-Illimani, Joe Vasconcellos e altri.

## Discografia parziale

### Album in studio
- 2004 - Íntimo
- 2010 - Cantando como yo canto - INTImo 2

### Album dal vivo
- 2009 - Concierto INTImo en vivo